# Aldair
Aldair Santos do Nascimento, plus connu sous le nom de Aldair, est un footballeur international brésilien né le 30 novembre 1965 à Ilhéus.
Considéré comme l'un des plus grands défenseurs brésiliens de tous les temps,, il a passé la majeure partie de sa carrière professionnelle au sein du club italien de l'A.S. Roma, dont il a été le capitaine et avec lequel il a remporté le titre de Serie A en 2001. Il est l'un des membres du Hall of Fame de l'A.S. Roma.
Surnommé Pluto, il occupe le poste de défenseur central au sein de différents clubs au Brésil et en Europe ainsi que dans l'équipe nationale du Brésil, avec laquelle il gagne la Coupe du monde 1994. Il est aussi finaliste de la Coupe du monde 1998 avec le Brésil.

## Carrière en club
Il débute avec le club de Flamengo avec lequel il est champion du Brésil et champion de l'État de Rio de Janeiro, puis il part en Europe en 1989 pour jouer tout d'abord avec le Benfica Lisbonne, club avec lequel il remporte la Supercoupe du Portugal et atteint la finale de la Coupe des clubs champions européens en 1989.
Il poursuit sa carrière en Italie en signant à l'AS Rome en 2001, club où il passera treize saisons. Lors de son passage chez les Giallorossi, il joue 436 matchs et inscrit 20 buts au total. À Rome, il remporte une Coupe d'Italie en 1991 et atteint la finale de la Coupe UEFA la même année, avant de réussir un doublé coupe-championnat en 2001. En 1998, il est nommé capitaine de l'équipe, mais il préfère céder le brassard à Francesco Totti, enfant du club, alors âgé de 22 ans. En 2000, son talent est reconnu par une nomination au sein du FIFA XI. Son long passage à l'AS Roma fait d'Aldair le joueur étranger le plus capé de l'histoire du club, et le numéro 6 qu'il porte est retiré en hommage à sa loyauté et longévité jusqu'en 2013, lorsque le numéro est donné à Kevin Strootman.
Après la Roma, Aldair fait un court passage au Genoa CFC, avant de retourner au Brésil en signant à Rio Branco. Il y joue deux matchs, aidant son équipe à remporter le championnat d'État.
Son ancien coéquipier et ami Massimo Agostini le convainc de rejoindre le championnat de Saint-Marin et d'évoluer sous les couleurs du S.S. Murata afin d'aider le club dans sa campagne de Champions League. Après une défaite cumulée 7-1 contre les Chypriotes de l'APOEL Nicosie au premier tour de qualification de la Coupe UEFA 2006-2007, Agostini se décide à joindre Aldair pour le convaincre. Ce dernier prend part au tour qualificatif de Champions League en juillet 2007.

## Carrière internationale
Aldair est sélectionné en équipe du Brésil pour prendre part à la Coupe du monde 1990. En 1994, il atteint l'apogée de sa carrière internationale en remportant la Coupe du monde avec sa sélection. Non retenu à l'origine dans l'équipe annoncée le 10 mai 1994, il est appelé en remplacement de Carlos Mozer, malade. Il atteint également la finale de la Coupe du monde en 1998 en France, battu par le pays organisateur. Il dispute également trois Copa América avec l'équipe nationale du Brésil, remportant le titre en 1989 et 1997, et atteignant la finale en 1995. De plus, il remporte une médaille de bronze en Jeux olympiques de 1996, et fait partie de l'équipe du Brésil ayant remportée la Coupe des confédérations 1997. Enfin, il a aussi pris part à deux tournois amicaux, remportant la Umbro Cup 1995, et terminant à la seconde place du Tournoi de France 1997. Au total, Aldair cumule 81 sélections pour le Brésil, de 1989 à 2000, pour trois buts.

## Style de jeu
Défenseur élégant et tactiquement polyvalent, Aldair était capable de jouer à la fois comme libéro et comme défenseur central, grâce à sa vision du jeu, à ses capacités techniques et à son sens de la passe. Son habileté sur les longs ballons lui permettait d'avancer au milieu de terrain et de créer des occasions pour ses coéquipiers. Bien qu'il ne soit pas particulièrement rapide, c'est un défenseur solide qui excelle dans les airs. Sa capacité à lire le jeu lui permet également d'anticiper les déplacements de ses adversaires. Outre ses qualités défensives et techniques, Aldair s'est également distingué par son leadership,.

## Statistiques en carrière

### Carrière en club
| Performance en club | Performance en club | Performance en club   | Championnat | Championnat |
| Saison              | Club                | Championnat           | Apps        | Buts        |
| Brésil              | Brésil              | Brésil                | Championnat | Championnat |
| ------------------- | ------------------- | --------------------- | ----------- | ----------- |
| 1985                | Flamengo            | Série A               | –           | –           |
| 1986                | Flamengo            | Série A               | 23          | 1           |
| 1987                | Flamengo            | Série A               | 7           | 0           |
| 1988                | Flamengo            | Série A               | 24          | 2           |
| 1989                | Flamengo            | Série A               | –           | –           |
| Portugal            | Portugal            | Portugal              | Championnat | Championnat |
| 1989–90             | Benfica             | Primeira Liga         | 22          | 5           |
| Italie              | Italie              | Italie                | Championnat | Championnat |
| 1990–91             | Roma                | Serie A               | 29          | 2           |
| 1991–92             | Roma                | Serie A               | 33          | 3           |
| 1992–93             | Roma                | Serie A               | 28          | 2           |
| 1993–94             | Roma                | Serie A               | 12          | 0           |
| 1994–95             | Roma                | Serie A               | 28          | 1           |
| 1995–96             | Roma                | Serie A               | 31          | 0           |
| 1996–97             | Roma                | Serie A               | 32          | 2           |
| 1997–98             | Roma                | Serie A               | 28          | 3           |
| 1998–99             | Roma                | Serie A               | 27          | 0           |
| 1999–00             | Roma                | Serie A               | 34          | 1           |
| 2000–01             | Roma                | Serie A               | 15          | 0           |
| 2001–02             | Roma                | Serie A               | 16          | 0           |
| 2002–03             | Roma                | Serie A               | 17          | 0           |
| 2003–04             | Genoa               | Serie B               | 17          | 1           |
| Saint-Marin         | Saint-Marin         | Saint-Marin           | Championnat | Championnat |
| 2007–08             | Murata              | CampionatoSammarinese | 10          | 0           |
| 2008–09             | Murata              | CampionatoSammarinese | –           | –           |
| 2009–10             | Murata              | CampionatoSammarinese | –           | –           |
| Pays                | Brésil              | Brésil                | 54          | 3           |
| Pays                | Portugal            | Portugal              | 22          | 5           |
| Pays                | Italie              | Italie                | 347         | 15          |
| Pays                | Saint-Marin         | Saint-Marin           | 10          | 0           |
| Total               | Total               | Total                 | 433         | 23          |

### International
| Équipe du Brésil | Équipe du Brésil | Équipe du Brésil |
| Année            | Apps             | Buts             |
| ---------------- | ---------------- | ---------------- |
| 1989             | 15               | 0                |
| 1990             | 3                | 1                |
| 1991             | –                | –                |
| 1992             | –                | –                |
| 1993             | –                | –                |
| 1994             | 11               | 0                |
| 1995             | 13               | 1                |
| 1996             | 1                | 0                |
| 1997             | 19               | 1                |
| 1998             | 9                | 0                |
| 1999             | 3                | 0                |
| 2000             | 6                | 0                |
| Total            | 80               | 3                |

## Palmarès

### En club
- Champion de l'État de Rio en 1986 avec Flamengo
- Champion du Brésil en 1987 avec Flamengo
- Champion d'Italie en 2001 avec l'AS Rome
- Champion de Saint-Marin en 2008 avec la SS Murata
- Vainqueur de la Coupe d'Italie en 1991 avec l'AS Rome
- Vainqueur de la Coupe de Saint-Marin en 2008 avec la SS Murata
- Vainqueur de la Supercoupe du Portugal en 1989 avec le Benfica Lisbonne
- Vainqueur de la Supercoupe d'Italie en 2001 avec l'AS Rome
- Finaliste de la Coupe d'Europe des clubs champions en 1990 avec le Benfica Lisbonne
- Finaliste de la Coupe de l'UEFA en 1991 avec l'AS Rome
- Vice-champion d'Italie en 2002 avec l'AS Rome
- Finaliste de la Coupe d'Italie en 1993 avec l'AS Rome

### En sélection
- 80 sélections et 3 buts entre 1989 et 2000
- Vainqueur de la Coupe du monde en 1994
- Vainqueur de la Copa América en 1989 et en 1997
- Vainqueur de la Coupe des confédérations en 1997
- Médaillée de bronze aux Jeux Olympiques en 1996
- Participation à la Copa América en 1989 (Vainqueur), en 1995 (Finaliste) et en 1997 (Vainqueur)
- Participation à la Coupe du Monde en Coupe du monde 1990 (1/8 de finaliste), en 1994 (Vainqueur) et en Coupe du monde 1998 (Finaliste)

### Individuel
- FIFA XI : 2000[14]
- Golden Foot : 2008, en tant que légende du football[15]
- Hall of Fame de l'AS Roma : 2012[5]